# Душан Војновић
Душан Војновић (Београд, 11. октобар 1950) српски је глумац.

## Филмографија
| Год.     | Назив                                 | Улога                   |
| -------- | ------------------------------------- | ----------------------- |
| 1970.-те |                                       |                         |
| 1973.    | Београд или трамвај а на предња врата |                         |
| 1974.    | Ужичка република                      | Сава                    |
| 1974.    | Димитрије Туцовић (ТВ серија)         |                         |
| 1975.    | Хитлер из нашег сокака                | Југословенски наредник  |
| 1975.    | Песма (ТВ серија)                     |                         |
| 1976.    | Ужичка република (ТВ серија)          | Сава                    |
| 1976.    | Лепше од снова                        | Милош                   |
| 1978.    | Момци из Црвене дуге                  |                         |
| 1979.    | Другарчине                            | Лале                    |
| 1980.-те |                                       |                         |
| 1981.    | Двобој за јужну пругу                 | Алекса                  |
| 1981.    | Берлин капут                          | рањеник                 |
| 1981.    | Светозар Марковић (ТВ серија)         |                         |
| 1981.    | Шеста брзина                          | сликар Пеђа             |
| 1981.    | Војници (ТВ серија)                   | Боривоје Поткоњак „Уча“ |
| 1982.    | Мој тата на одређено време            | радник у сервису        |
| 1982.    | Недељни ручак                         |                         |
| 1982.    | Три сестре                            |                         |
| 1982.    | Приче из радионице                    | сликар Пеђа             |
| 1982.    | Последњи чин                          | Рајко                   |
| 1983.    | Мајка Вукосава пише говор             | Тома                    |
| 1984.    | Пејзажи у магли                       |                         |
| 1984.    | Војници                               | Боривоје Поткоњак „Уча“ |
| 1985.    | Једна половина дана                   | Лука                    |
| 1985.    | Оркестар једне младости               | електричар              |
| 1985.    | Falosny princ                         | Омар                    |
| 1985.    | Одлазак ратника, повратак маршала     | Драгољуб Милутиновић    |
| 1986.    | Мисија мајора Атертона                | Владо Зечевић           |
| 1987.    | Резервисти                            |                         |
| 1987.    | Криминалци                            | Сима                    |
| 1988.    | Сентиментална прича                   | Павле                   |
| 1989.    | Недељом од девет до пет               |                         |
| 1990.-те |                                       |                         |
| 1993.    | Игра пиона (кратки филм)              |                         |
| 1995.    | Трећа срећа                           | Ник                     |
| .2020-те |                                       |                         |
| 2021.    | Црна свадба                           | Секуловић               |
| 2024.    | Што се боре мисли моје (Тв серија)    |                         |